# 1963-as wrocławi feketehimlő-járvány

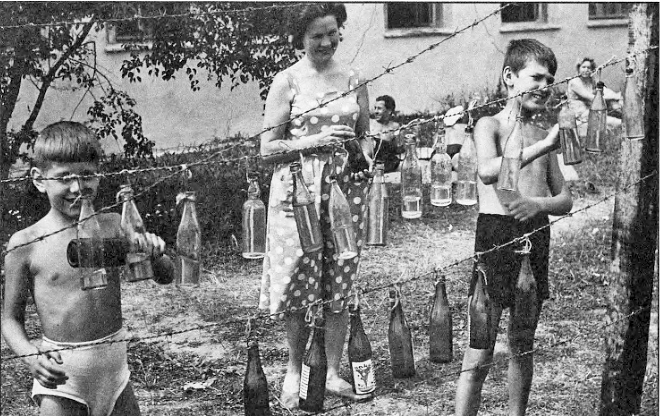
Gyermekek egy egészségügyi elkülönítőben

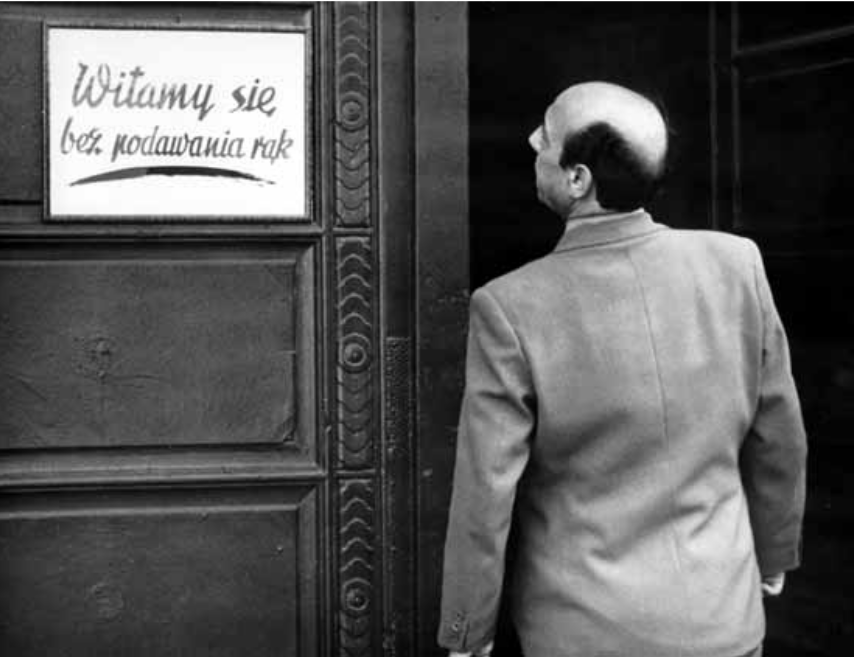
Elővigyázatosságra figyelmeztető tábla személyes érintkezéshez

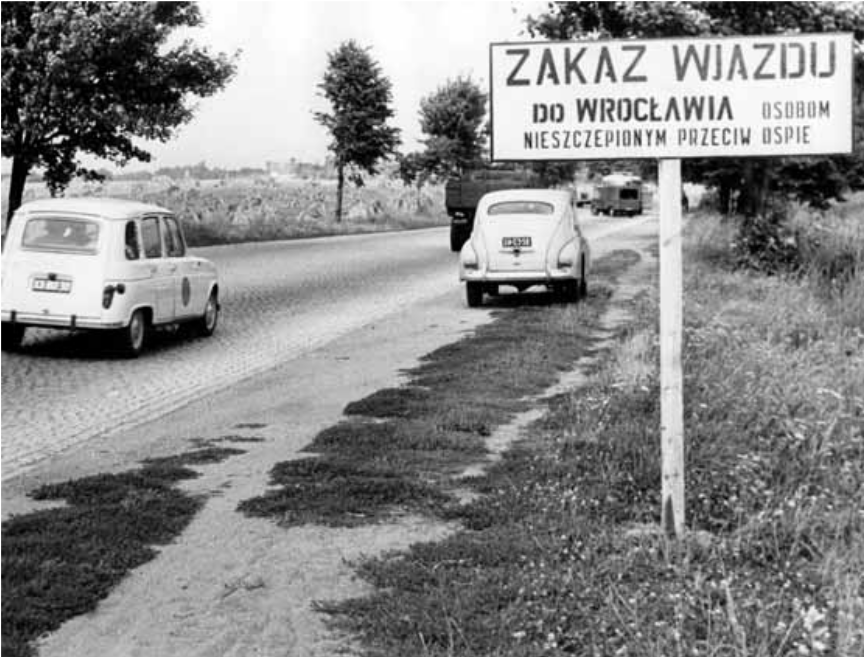
Figyelmeztető tábla Wrocławnál

Az 1963-as wrocławi feketehimlő-járvány tömeges fertőző megbetegedés volt 1963 nyarán és kora őszén a Wrocławi vajdaságban és annak környezetében. Nem elszigetelt eset volt, Európa nyugati felén is felütötte a fejét a betegség több helyen is. A járványt a cseppfertőzéssel terjedő Poxvirus variolae (fekete himlő, variola) vírus okozta, amelyet feltevés szerint Indiából hurcolt be egy lengyel titkosszolgálati tiszt. Lengyelország a vártnál hamarabb és kevesebb áldozattal küzdött meg a járvánnyal.
A járvány a lengyel–magyar kapcsolatok szempontjából jelentős esemény volt, mert önfeláldozó magyar orvosok és gyógyszergyári dolgozók jelentős segítséget nyújtottak a betegség leküzdéséhez. A járvány az 1863-as oroszellenes lengyel szabadságharc, a januári felkelés 100. évfordulóján tört ki.

## Előzmények
A fekete himlő a történelem legveszedelmesebb emberi betegsége volt 30-50%-os, vagy magasabb halálozási aránnyal, míg fel nem számolták. Európában a 18. században évente 400 ezer embert pusztított el. Az ellene való védőoltást Edward Jenner angol orvos fedezte fel 1796-ban, de már korábban is alkalmazták a keleti orvosok tapasztalatai alapján. Az angol követ felesége, lady Montagu 1717-ben Konstantinápolyban sikeresen oltatta be ötéves fiát. Magyarországon az eperjesi Raymann János Ádám oltott először himlő ellen 1721-ben, és néhány hazai orvos hamarosan követte a példáját. Az oltást azonban Európa-szerte sokáig féltek alkalmazni, számos helyen tiltották is. Magyarországon viszont már 1873-tól kötelező az oltás ellene. A betegséget mára sikerült legyőzni, 1980 májusától csak laboratóriumokban létezik a vírus.
Míg Magyarországon 1927 óta nem volt fekete himlős megbetegedés, világszerte számos országon hullámzott végig járvány a második világháború után is. Indiában és Pakisztánban több tízezer ember betegedett meg az ötvenes-hatvanas évek fordulóján.
Az 1960-as évek elején Angliában, Svédországban és a Német Szövetségi Köztársaságban is volt járványszerű megbetegedés.

## A wrocławi járvány
A járvány nulladik betege Bonifacy Jedynak biztonsági tiszt, az 1981-es Jaruzelski-féle hadiállapot későbbi belügyminisztere volt. Valószínűleg Indiából hurcolta be a vírust. A járvány hivatalosan 1963. július 17-től szeptember 19-ig tartott, 25 napon át. A város élete eközben megbénult. Bár egészségügyi kordonnal zárták körbe, de így is átterjedt a betegség öt másik vajdaságba. A mindennapi életet megnehezítette a nyári hőség, épp akkor volt az „évszázad nyara”. Kb. ezer embert ún. elkülönítőkbe zártak, köztük gyerekeket is, ami további nehézséget okozott a börtönszerű körülmények miatt. Eleinte úgy gondolták, hogy a kosárlabda Európa-bajnokság idetervezett helyszínét Łódźba helyezik át, de végül ősszel mégis Wrocławban rendezték meg a sporteseményt. A járvány rövid időre megváltoztatta a bürokrácia és a lakosság viszonyát. A kisebb ügyeket azonnal, papír nélkül intézték, a fajsúlyosabb ügyekben pedig nem ismertek lehetetlent. A járvány később több regény és film témája lett.
A lengyel hatóságok, az orvosok és a lakosság hamarabb és kisebb veszteséggel lett úrrá a helyzeten, mint ahogy azt az Egészségügyi Világszervezet (WHO) jósolta, aki szerint 2 év és 200 elhunyt beteg lesz a járvány mérlege. Lengyel emlékezet szerint ekkor volt Európa történek egyik legnagyobb járványügyi akciója, amelynek során néhány hét alatt 8 millió embert oltottak be.
Összesen 99-en betegedtek meg. Heten haltak meg, köztük négy orvos és egy nővér. A védekezésre negyven orvost képeztek ki azonnal, 38-an voltak lengyelek és ketten önkéntes magyarok. Nevük nem maradt fenn.
A járvány miatt csaknem lemondták az őszre tervezett férfi kosárlabda-Európa-bajnokság megrendezését, de végül mégis Wrocławban zajlott a sportesemény.

## A járvány és Magyarország
A lengyel kormány Magyarországtól és a Szovjetuniótól kapott segítséget. Az NDK  és Csehszlovákia a járvány kitörésekor utazási korlátozásokat vezetett be a Lengyelországba utazókkal, illetve a lengyelekkel szemben. A rendkívül szigorú ellenőrzés kiterjedt a határállomásokra és repülőterekre, illetve a Svédországban, Lengyelországban, Magyarországon és Svájcban fellépett fekete himlő elterjedésének megakadályozására. Hasonló intézkedést hozott Lengyelország és Magyarország is.
Magyarországról a hidegháborús uszítás közepette közben elterjedt külföldön, hogy itt is járvány van, és rosszul bánik a budapesti Royal Szállodában egy hónapra karanténba zárt utazókkal. Később bizonyosodott, hogy nem fekete himlő okozta a magyarországi esetet.
A lengyel állam a budapesti lengyel nagykövetség útján egy millió oltás megvásárlását kérte Magyarországtól. A kérést az Egészségügyi Minisztérium július 24-én (szerdán) közölte az illetékes Humán Oltóanyagtermelő és Kutató Intézet vezetőivel, akik a szállítást két részletben vállalták: 500 000-et július 27-én (szombaton), és újabb 500 000-et július 30-án (kedden). Ötven orvos, technikus, dezírozó (adagoló), sterilizáló, csomagoló és szállító azonnal megkezdte a gyártást, és folyamatosan, 32 órán keresztül dolgozott. Így a kért mennyiséget már 26-án (pénteken) átadhatták a lengyel félnek, amelyet repülőgép azonnal Varsóba vitt.
1963 augusztusában, a karantén időszakában, 38 wrocławi pedagógust fogadtak Magyarországon a szarvasi óvónőképző meghívására. A csehszlovák szabályozás szerint utazás közben a lengyelek az autóbuszból nem szállhattak ki Csehszlovákia területén. A vendég jártak Szegeden, Budapesten és a Balatonnál, múzeumokban, iskolákban, fűvészkertben, strandon. Egyikőjük elmondta, hogy „A magyarok a szívüket is kiteszik értünk, ha visszamegyünk Lengyelországba, mindent el fogunk mondani...”.
Szeptember első felében megjelent néhány cikk arról, hogy a Royal Szálló és az Istenhegyi úti Védőnőképző Intézet épületében létesített zárlatot feloldották, de az utazással kapcsolatos rendelkezéseket és ajánlásokat fenntartják, bár újabb gyanús eseteket már nem észleltek. Bejelentették ugyanakkor, hogy Miskolcon egészségügyi zárlat alá helyezték egy külföldön járt magyar turistacsoport 51 tagját. Ők olyan NDK-s turistákkal érintkeztek, akikről feltételezték, hogy himlőben megbetegedhettek.
A wrocławi fekete himlő járvány emléke feledésbe merült, a hazai lengyel közösségek sem emlékeznek meg róla.

## A járvány a magyar nyelvű sajtóban
Az első magyar nyelvű híradás július 21-én jelent meg a jugoszláviai Magyar Szó c. lapban. Ezt a magyarországi lakosok nem láthatták, a közvélemény széles körű tájékoztatása így elmaradt. A lapban megjelent mindössze kétmondatos közlemény a francia AFG hírügynökségre hivatkozva azt jelentette Varsóból, hogy a közegészségügyi minisztérium tájékoztatása szerint Wrocławból hat fekete himlős megbetegedést jelentettek, és az egészségügyi hatóságok elrendelték mindazok beoltását, akik bármilyen módon érintkezésbe kerültek a betegekkel.
Az első magyarországi híradás két nappal később az Esti Hírlapban jelent meg. A szintén kétmondatos hír azt közölte, hogy lengyel lapok szerint Wrocławban és a Wrocławi vajdaságban több himlőmegbetegedést észleltek, és a hatóságok megtették az óvintézkedéseket, az érintett területen tartózkodókat beoltják.
Az első lényegi beszámoló hat nappal később, július 23-án született, szintén az Esti Hírlapban. Ebből megtudható volt, hogy Wrocławban 17-en betegedtek meg fekete himlőben. Ketten meghaltak, hárman válságos állapotban vannak, a többiek nincsenek életveszélyben. Mivel a betegek fele egészségügyi dolgozó volt, valószínűsítették, hogy nem lesz széleskörű a fertőzés. Megnyugtatásul közölték, hogy a lengyel hatóságok igyekeznek a további fertőzötteket felkutatni és kezelni, és elővigyázatosságból széles körben bevezetik a védőoltásokat.
A hazai helyzettel kapcsolatban közölte a lap, hogy a magyar egészségügyi hatóságok a nemzetközi szabályzatnak megfelelően az összes belépő határállomásokon elrendelték a himlővel fertőzött területről érkezők egészségügyi ellenőrzését. Ha a vonaton, autóbuszon, autón vagy repülőn érkezőnek nincs három évnél nem régebbi nemzetközi oltási igazolványa, azoknak felajánlják az oltást. Ha az illető ezt visszautasítja, akkor nem engedik be az országba. A Lengyelországba utazók himlőelleni oltását ugyanakkor nem tették kötelezővé, de javasolták, mivel az utazók visszatérésekor rájuk is alkalmazták a beutazókra vonatkozó korlátozó intézkedéseket. Az utazók kényelme érdekében elrendelték, hogy nemcsak az Országos Közegészségügyi Intézet, hanem egyes kijelölt közegészségügyi és járványügyi állomások is elvégezhetik a védőoltást, és kiadhatják az erről szóló nemzetközi érvényű igazolást.
A magyar sajtó később sem foglalkozott a járvány részleteivel.

## Fordítás
- Ez a szócikk részben vagy egészben  az   Epidemia_ospy_prawdziwej_we_Wrocławiu című lengyel Wikipédia-szócikk ezen változatának fordításán alapul.  Az eredeti cikk szerkesztőit annak laptörténete sorolja fel. Ez a jelzés csupán a megfogalmazás eredetét és a szerzői jogokat jelzi, nem szolgál a cikkben szereplő információk forrásmegjelöléseként.